# Cylindrepomus cicindeloides
Cylindrepomus cicindeloides là một loài bọ cánh cứng trong họ Cerambycidae.